# Georg Preidler
Georg Preidler (nascido em 17 de junho de 1990, em Graz) é uma ciclista profissional austríaco, que atualmente compete para a equipe Giant-Alpecin.